# Simitthu

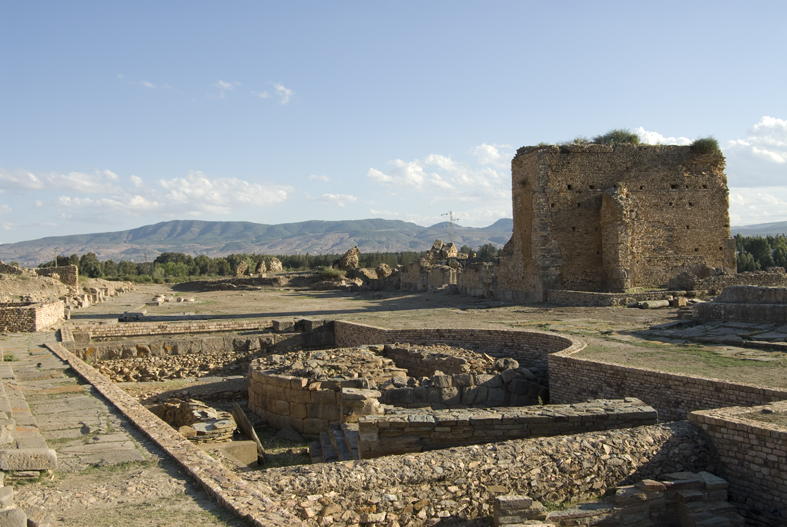
Ruiny dawnego miasta Simitthu

Simitthu (łac. Diocesis Simitthensis) – stolica historycznej diecezji we Cesarstwie rzymskim w prowincji Afryka Prokonsularna, sufragania metropolii Kartagina. Współcześnie w Tunezji. Obecnie katolickie biskupstwo tytularne.

## Biskupi tytularni
| Lp. | Biskup                    | Funkcja                                           | Od                   | Do                   |
| --- | ------------------------- | ------------------------------------------------- | -------------------- | -------------------- |
| 1   | Joseph Arthur Papineau    | emerytowany biskup Joliette (Kanada)              | 3 stycznia 19468     | 15 lutego 1970       |
| 2   | Joseph Maximilian Mueller | emerytowany biskup Sioux City (USA)               | 15 października 1970 | 13 stycznia 1971     |
| 3   | Antonio Sahagún López     | biskup pomocniczy Guadalajary (Meksyk)            | 31 października 1973 | 31 października 2005 |
| 4   | Meron Mazur               | biskup pomocniczy eparchii w Kurytybie (Brazylia) | 21 grudnia 2005      | 12 maja 2014         |
| 5   | Joseph Ha Chi-shing       | biskup pomocniczy Hongkongu (Chiny)               | 11 lipca 2014        |                      |